# Championnat du monde de Superbike 2000
Navigation
Championnat 1999 Championnat 2001
Le Championnat du monde de Superbike 2000 est la 13e édition du Championnat du monde de Superbike.

La saison a débuté le 2 mars et s'est terminée le 15 octobre après 13 manches.
Colin Edwards a remporté le titre pilote avec 3 victoires et Ducati le titre constructeur.

## Système de points
| Position | 1  | 2  | 3  | 4  | 5  | 6  | 7 | 8 | 9 | 10 | 11 | 12 | 13 | 14 | 15 |
| Points   | 25 | 20 | 16 | 13 | 11 | 10 | 9 | 8 | 7 | 6  | 5  | 4  | 3  | 2  | 1  |

## Calendrier
| Nb | Date         | Pays           | Circuit        | Course 1            | Course 2        | Rapport |
| -- | ------------ | -------------- | -------------- | ------------------- | --------------- | ------- |
| 1  | 2 avril      | Afrique du Sud | Kyalami        | Colin Edwards       | Noriyuki Haga   | Rapport |
| 2  | 23 avril     | AUS            | Phillip Island | Anthony Gobert      | Troy Corser     | Rapport |
| 3  | 30 avril     | JPN            | Sugo           | Hitoyasu Izutsu     | Hitoyasu Izutsu | Rapport |
| 4  | 14 mai       | GBR            | Donington      | Colin Edwards       | Neil Hodgson    | Rapport |
| 5  | 21 mai       | Italie         | Monza          | Pierfrancesco Chili | Colin Edwards   | Rapport |
| 6  | 4 juin       | Allemagne      | Hockenheim     | Troy Bayliss        | Noriyuki Haga   | Rapport |
| 7  | 18 juin      | Saint-Marin    | Misano         | Troy Corser         | Troy Corser     | Rapport |
| 8  | 25 juin      | Espagne        | Valencia       | Troy Corser         | Noriyuki Haga   | Rapport |
| 9  | 9 juillet    | USA            | Laguna Seca    | Noriyuki Haga       | Troy Corser     | Rapport |
| 10 | 6 août       | EU             | Brands Hatch   | Troy Bayliss        | Neil Hodgson    | Rapport |
| 11 | 3 septembre  | Pays-Bas       | Assen          | Colin Edwards       | Noriyuki Haga   | Rapport |
| 12 | 10 septembre | Allemagne      | Oschersleben   | Colin Edwards       | Colin Edwards   | Rapport |
| 13 | 15 octobre   | GBR            | Brands Hatch   | John Reynolds       | Colin Edwards   | Rapport |

## Classements

### Pilotes
| Pos | Pilote               | Constructeur   | Points | Victoires |
| --- | -------------------- | -------------- | ------ | --------- |
| 1   | Colin Edwards        | Honda          | 400    | 7         |
| 2   | Noriyuki Haga        | Yamaha         | 335    | 5         |
| 3   | Troy Corser          | Aprilia        | 310    | 5         |
| 4   | Pierfrancesco Chili  | Suzuki         | 258    | 1         |
| 5   | Akira Yanagawa       | Kawasaki       | 247    | 0         |
| 6   | Troy Bayliss         | Ducati         | 243    | 2         |
| 7   | Ben Bostrom          | Ducati         | 174    | 0         |
| 8   | Aaron Slight         | Honda          | 153    | 0         |
| 9   | Katsuaki Fujiwara    | Suzuki         | 151    | 0         |
| 10  | Gregorio Lavilla     | Kawasaki       | 133    | 0         |
| 11  | Juan Borja           | Ducati         | 123    | 0         |
| 12  | Neil Hodgson         | Ducati         | 99     | 2         |
| 13  | Andreas Meklau       | Ducati         | 91     | 0         |
| 14  | Chris Walker         | Suzuki         | 82     | 0         |
| 15  | Alessandro Antonello | Aprilia        | 72     | 0         |
| 16  | Robert Ulm           | Ducati         | 67     | 0         |
| 17  | John Reynolds        | Ducati         | 57     | 1         |
| 18  | Haruchika Aoki       | Ducati         | 56     | 0         |
| 19  | Hitoyasu Izutsu      | Kawasaki       | 50     | 2         |
| 20  | Vittoriano Guareschi | Yamaha         | 46     | 0         |
| 21  | Giovanni Bussei      | Kawasaki       | 44     | 0         |
| 22  | Peter Goddard        | Kawasaki       | 42     | 0         |
| 23  | Alessandro Gramigni  | Yamaha         | 42     | 0         |
| 24  | Wataru Yoshikawa     | Yamaha         | 39     | 0         |
| 25  | Anthony Gobert       | Bimota         | 37     | 1         |
| 26  | Carl Fogarty         | Ducati         | 36     | 0         |
| 27  | Lucio Pedercini      | Ducati         | 33     | 0         |
| 28  | James Haydon         | Ducati         | 24     | 0         |
| 29  | Akira Ryo            | Suzuki         | 20     | 0         |
| 30  | Simon Crafar         | Honda Kawasaki | 20     | 0         |
| 31  | Keiichi Kitagawa     | Suzuki         | 18     | 0         |
| 32  | Mauro Sanchini       | Ducati         | 18     | 0         |
| 33  | Lance Isaacs         | Ducati         | 17     | 0         |
| 34  | Markus Barth         | Yamaha         | 16     | 0         |
| 35  | Doriano Romboni      | Ducati         | 14     | 0         |
| 36  | Jürgen Oelschläger   | Yamaha         | 14     | 0         |
| 37  | Tamaki Serizawa      | Kawasaki       | 9      | 0         |
| 38  | Makoto Tamada        | Honda          | 9      | 0         |
| 39  | Steve Plater         | Kawasaki       | 7      | 0         |
| 40  | Alistair Maxwell     | Kawasaki       | 5      | 0         |

### Constructeurs
| Pos | Constructeur | Pts |
| --- | ------------ | --- |
| 1   | Ducati       | 439 |
| 2   | Honda        | 415 |
| 3   | Yamaha       | 368 |
| 4   | Suzuki       | 342 |
| 5   | Kawasaki     | 334 |
| 6   | Aprilia      | 315 |
| 7   | Bimota       | 37  |